# Parviz Tanavoli
Parviz Tanavoli (né à Téhéran, le 23 mars 1937) est un sculpteur, peintre et collectionneur d'art et d'artisanat iranien. Depuis 1989, il habite à Vancouver (Canada).

## Biographie
Parviz Tanavoli est connu pour ses heeches, représentations tridimensionnelles du mot persan pour « rien », heech. Ces sculptures sont composées de trois caractères du persan, dans le style Nastaliq : les trois lettres he, ye et če, qui se combinent pour former le mot heech. Son oeuvre, qui comprend également la peinture, le dessin, les tissages et les gravures, est imprégnée de sa connaissance approfondie du riche patrimoine visuel, artistique, religieux et littéraire de l'Iran.

### Enseignement
Après avoir obtenu son diplôme à l'Académie de Brera, à Milan, Tanavoli en 1959 enseigna la sculpture pendant 3 ans au Minneapolis College of Art and Design. Après son retour en Iran, il a pris la direction du Département de sculpture de l'Université de Téhéran, une position qu'il a maintenue pendant 18 ans, jusqu'en 1979, date à laquelle il s'est retiré de l'enseignement.

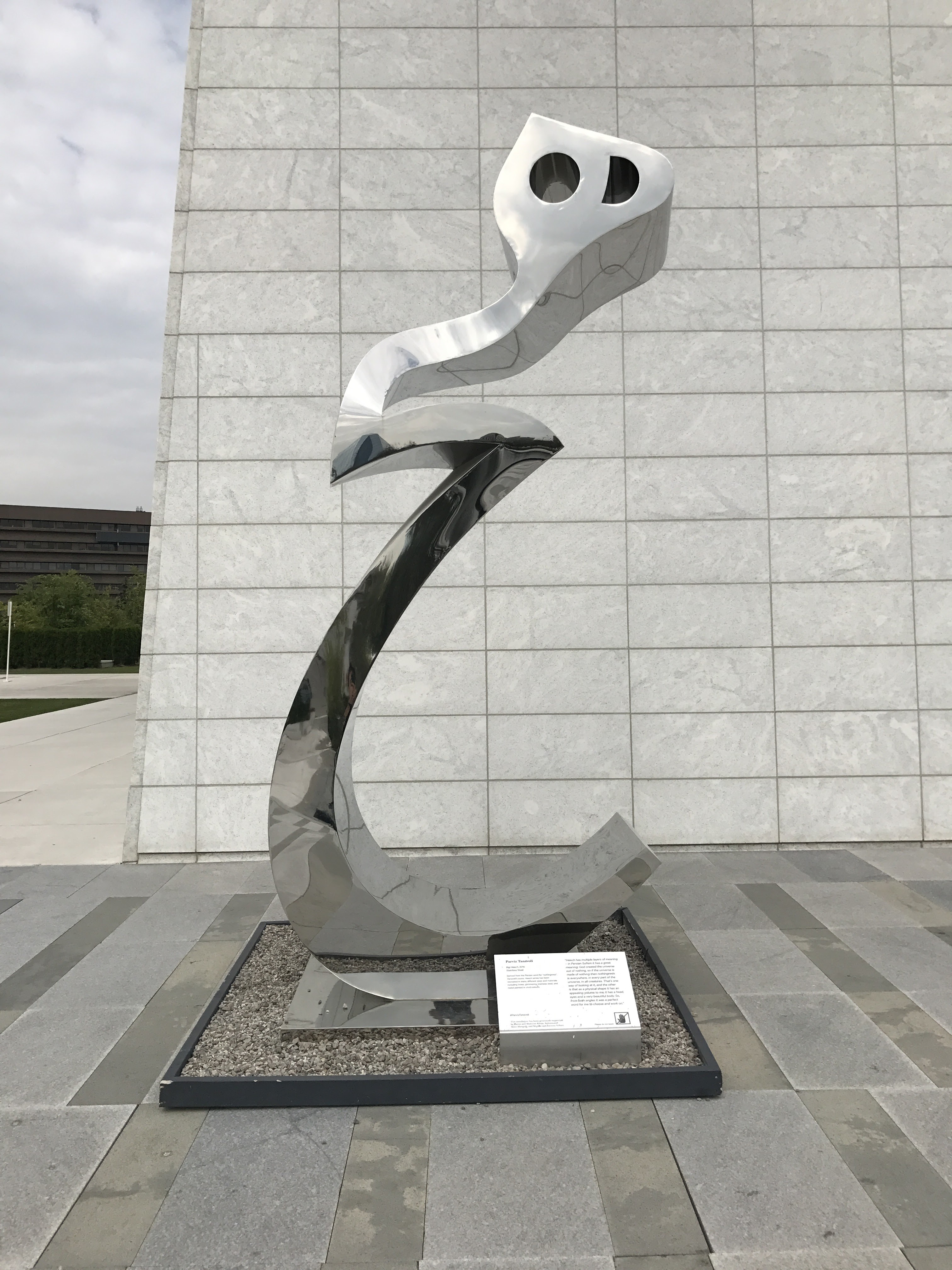
Sculpture de Tanavoli au Musée Aga Khan, en Canada

### Expositions
En 2017, son exposition individuelle, au Musée d'art contemporain de Téhéran, était sur ses œuvres et sur sa collection de lions. En 2015, le Musée Davis, au Wellesley College, a organisé la première exposition individuelle de son œuvre aux États-Unis. Il a exposé aussi à la Grey Art Gallery (en) de l'Université de New York. En 2003, il a eu une grande rétrospective, au Musée d'Art contemporain de Téhéran; auparavant, Parviz Tanavoli avait organisé des expositions individuelles en Autriche, en Italie, en Allemagne, aux États-Unis et au Royaume-Uni. Ses œuvres ont fait aussi l'objet d'expositions de groupe d'artistes au niveau international.

### Musées
Ses œuvres se trouvent dans les collections de nombreux musées : le Tate Modern, le British Museum, le Metropolitan Museum of Art, la collection Ispahan de Nelson Rockefeller à New York, le Parc olympique de Séoul en Corée du Sud, le Walker Art Center, le Musée d'art moderne de Vienne, le Musée d'art moderne de New York, l'Université Hamline de Saint Paul, l'Université de Chiraz en Iran, le National Museum of Scotland et le  Musée d'Art contemporain de Téhéran.

### Style
Parviz Tanavoli appartient au groupe d'artistes Saqqakhana qui, selon Karim Emami, partagent l'esthétique populaire. Il a été fortement influencé par l'histoire, la culture et les traditions de son pays. Autrefois conseiller culturel de l'impératrice de l'iran Farah Pahlavi et il a toujours été fasciné par la serrurerie et des tapis nomades persans,. 
En 2005, il a créé une petite sculpture, intitulée Heech dans une cage, pour protester contre les conditions des prisonniers américains dans le centre de détention de Guantanamo et en 2006 il a commencé à travailler sur sa sculpture pour honorer les victimes de la guerre du Liban.

### Cinéma
En 2015, le documentaire « Parviz Tanavoli : Poetry in Bronce », retrace l'histoire de Tanavoli sur la voie de la création, qui a commencé en Iran dans les années 1950 et s'est étendue pendant plus de la moitié d'un siècle. Réalisé par Terrence Turner et produit par Timothy Turner et Tanavoli, ce documentaire présente des interviews exclusives avec Tanavoli et des figures éminentes dans le monde de l'art, qui éclairent l'apparition de cet artiste qui, de son foyer d'accueil en Canada continue a rentrer en Iran, pour enseigner aux jeunes artistes.

## Œuvre

### Livres
- (en) 1985 : Locks from Iran, New York
- (en) 1985 : Lion rugs: the lion in the art and culture of Iran[12]
- (en) 1991 : Bread and Salt, Téhéran
- (en) 1996 : Kings, Heroes and Lovers, Téhéran
- (en) 1998 : Sofreh of Kamo, Téhéran
- (en) 1998 : The Tacheh of Chahar Mahal, Téhéran
- (en) 2002 : Horse and Camel Trappings from Tribal Iran, London
- (en) 2003 : Persian Flat-Weaves, Téhéran
- (en) 2004 : Tribal and Rustic Weaves from Varamin, Téhéran
- (en) 2009 : Gabbeh: Art Underfoot, Téhéran
- (en) 2010 : Tombstones, Téhéran
- (en) 2011 : Afshar: Tribal Rugs form Eastern Iran, London
- (en) 2014 : Undiscover Minimalism,  Téhéran
- (en) 2016 : An Introduction to the History of Graphic Design in Iran, Téhéran
- (en) 2017 : Salt Bags. Tribal and Rural Weaves from Iran, Khorjins-Téhéran

#### Collaborations
- (en) Parviz Tanavoli, Sarah B. Sherrill et Moya Carey, European Women in Persian Houses : Western Images in Safavid and Qajar Iran, 2015, 245 p. (ISBN 978-1-78453-507-0).